# Kubuś (automitrailleuse)

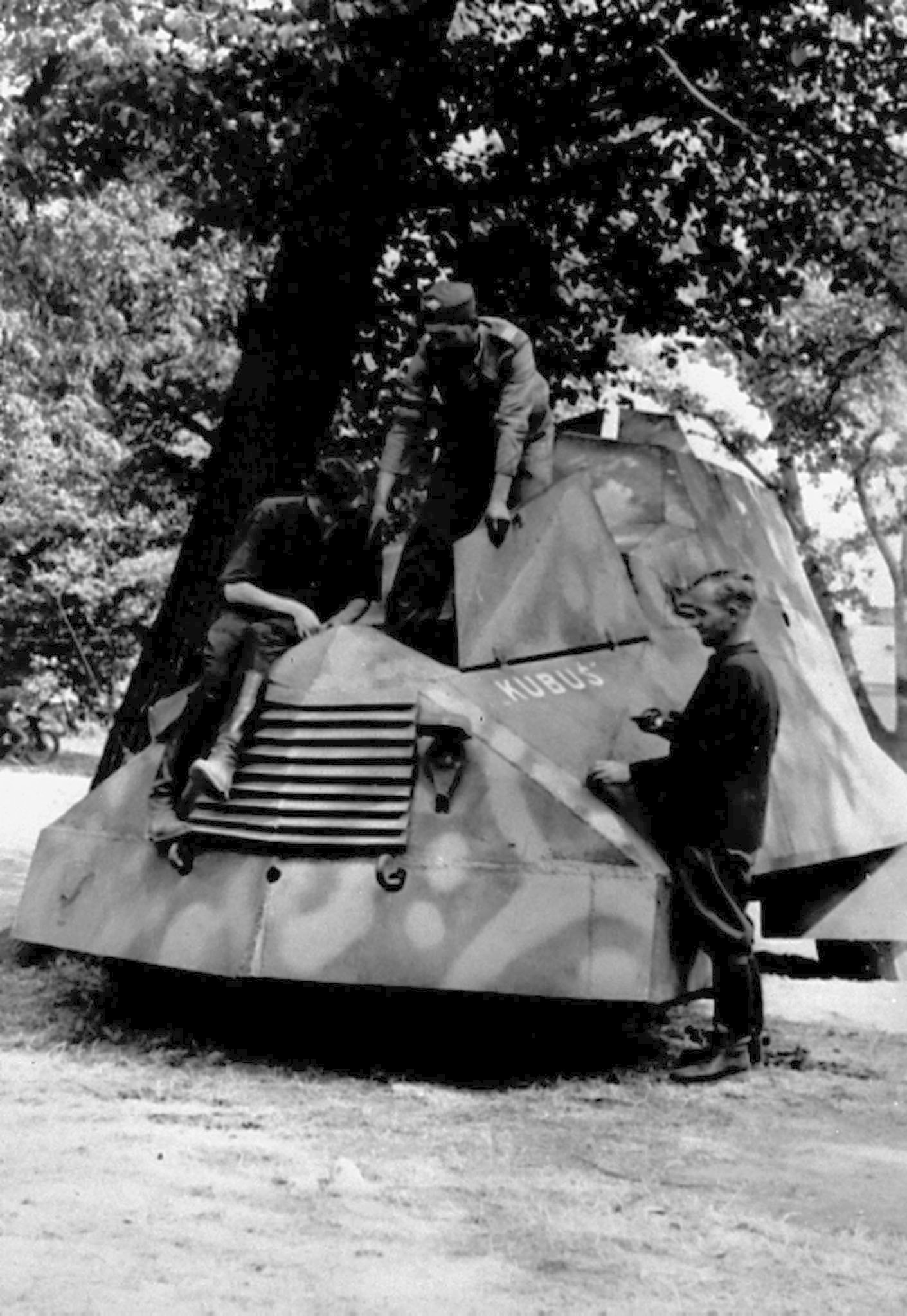
Kubuś pendant l'Insurrection de Varsovie

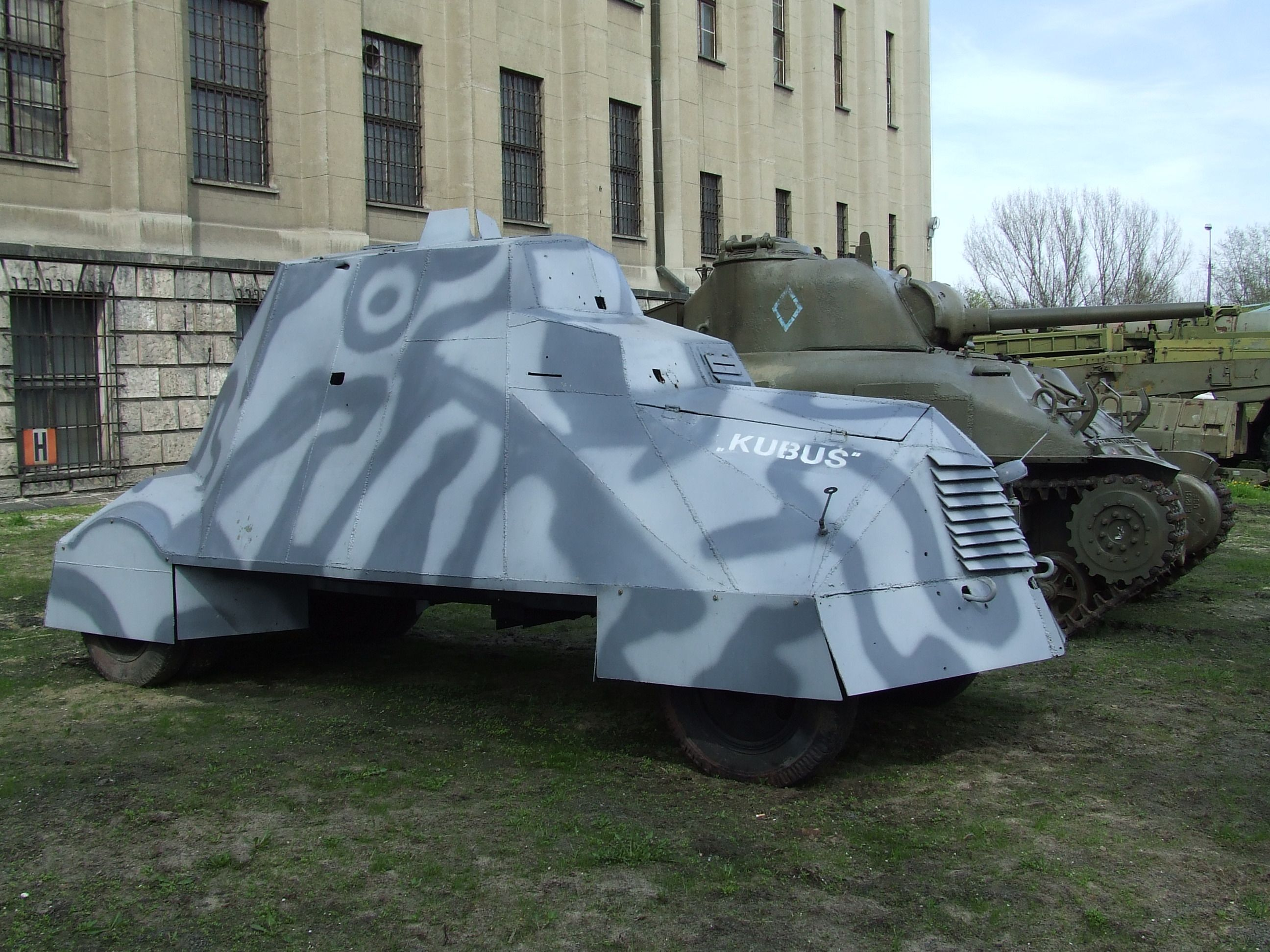
Véhicule d'origine exposé au Musée de l'Armée polonaise

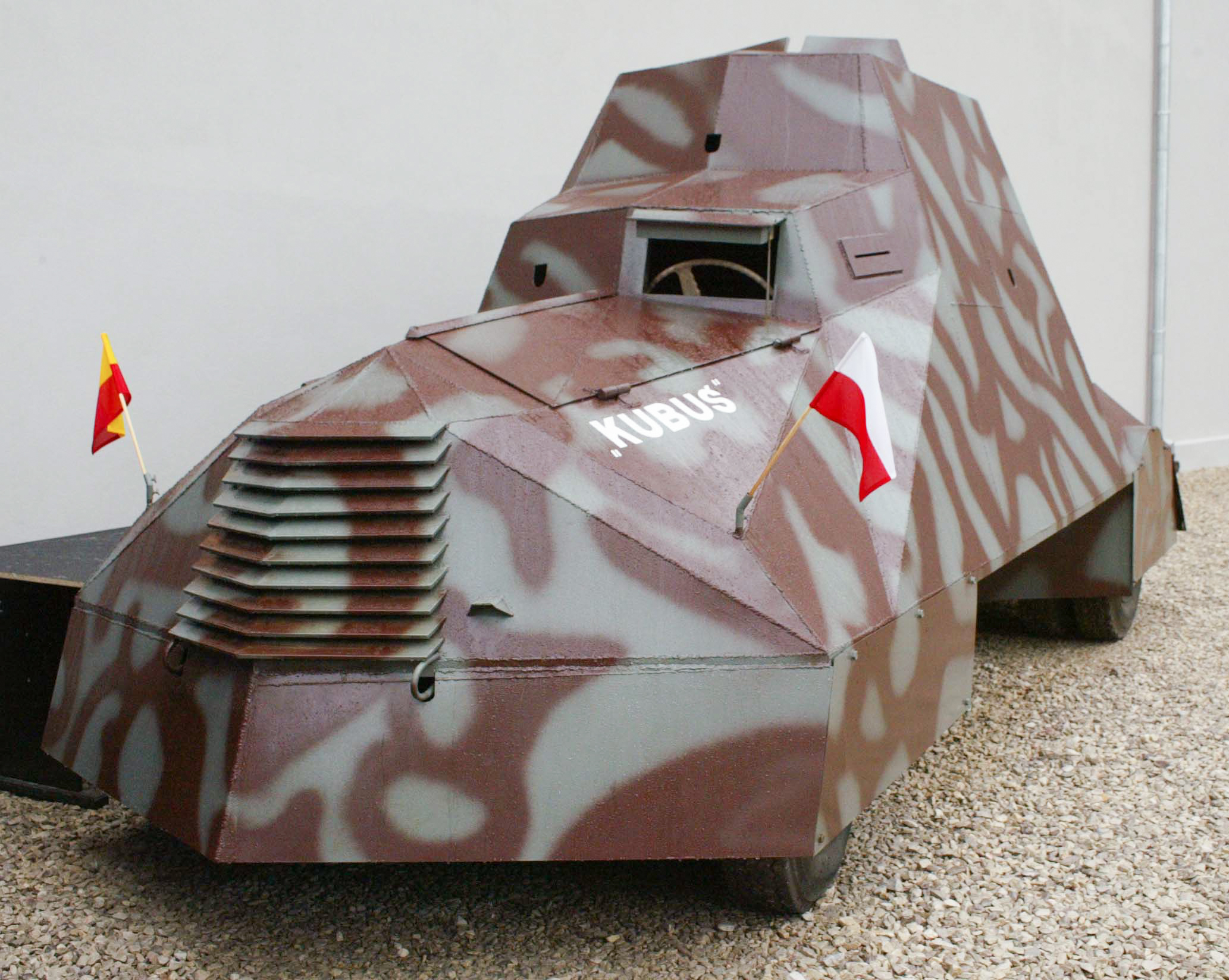
Réplique du "Kubuś" le jour de l'ouverture du Musée de l'Insurrection de Varsovie

Kubuś est une automitrailleuse polonaise construite en treize jours et utilisée lors de l'Insurrection de Varsovie. En raison de sa conception, il peut être considéré comme un véhicule de transport de troupes. Le véhicule de combat improvisé a été construit dans un garage de mécanique au coin des rues Tamka et Topiel à Varsovie.

## Histoire
- 8 août 1944 - décision de construire le véhicule
- 23 août 1944 - assaut de l'Université de Varsovie
- 2 septembre 1944 - second assaut de l'université
- 6 septembre 1944 - immobilisation et perte du véhicule

Le véhicule est exposé au musée de l'Armée polonaise. C'est la plus ancienne automitrailleuse polonaise encore préservée.
Une réplique du Kubuś est exposée au musée de l'Insurrection de Varsovie à partir du juillet 2004.

## Fiche technique
- Châssis : camion Chevrolet 157 construit dans les ateliers Lilpop, Rau i Loewenstein à Varsovie.
- Équipage : chef de véhicule (aspirant Tadeusz Zieliński « Miś »), conducteur et 10 soldats
- Armement : fusil mitrailleur Degtyarev DP 28, lance-flammes modèle K, grenades à main.
- Constructeur : Walerian Bielecki